# Iowa
Iowa (ou raramente Iova) é um estado da região centro-oeste dos Estados Unidos, delimitado pelo rio Mississippi a leste e pelos rios Missouri e Big Sioux a oeste. Faz fronteira com seis estados: Wisconsin ao nordeste, Illinois ao leste e sudeste, Missouri ao sul, Nebraska ao oeste, Dakota do Sul ao noroeste e Minnesota ao norte.
Durante os séculos XVIII e XIX, Iowa fazia parte da Louisiana francesa e da Louisiana espanhola; a bandeira de seu estado segue o padrão da bandeira da França. Após a compra da Louisiana, as pessoas lançaram as bases para uma economia baseada na agricultura no coração do Corn Belt. Na segunda metade do século XX, a economia agrícola de Iowa fez a transição para uma economia diversificada de manufatura avançada, processamento, serviços financeiros, tecnologia da informação, biotecnologia e produção de energia verde.
Iowa é o 26º mais extenso em área total e o 31º mais populoso dos 50 estados dos EUA, com uma população de 3 190 369, de acordo com o censo de 2020. A capital do estado, a cidade mais populosa e a maior área metropolitana totalmente localizada dentro do estado é Des Moines. Uma parte da maior área metropolitana de Omaha, Nebraska, se estende por três condados do sudoeste de Iowa. Foi listado como um dos estados com menor taxa criminal dos EUA.

## Geografia

### Limites
Iowa faz fronteira com o rio Mississippi a leste e o rio Missouri e o rio Big Sioux a oeste. O limite norte é uma linha ao longo de 43 graus, 30 minutos de latitude norte. A fronteira sul é o rio Des Moines e uma linha não exatamente reta ao longo de aproximadamente 40 graus 35 minutos ao norte, conforme decidido pela Suprema Corte dos EUA em Missouri v. Iowa (1849) após um impasse entre Missouri e Iowa conhecido como Guerra do Mel.
Iowa é o único estado cujas fronteiras leste e oeste são formadas quase inteiramente por rios. Carter Lake, é a única cidade do estado localizada a oeste do rio Missouri.
Iowa tem 99 condados, mas 100 sedes de condado porque Lee County tem duas. A capital do estado, Des Moines, fica no condado de Polk.

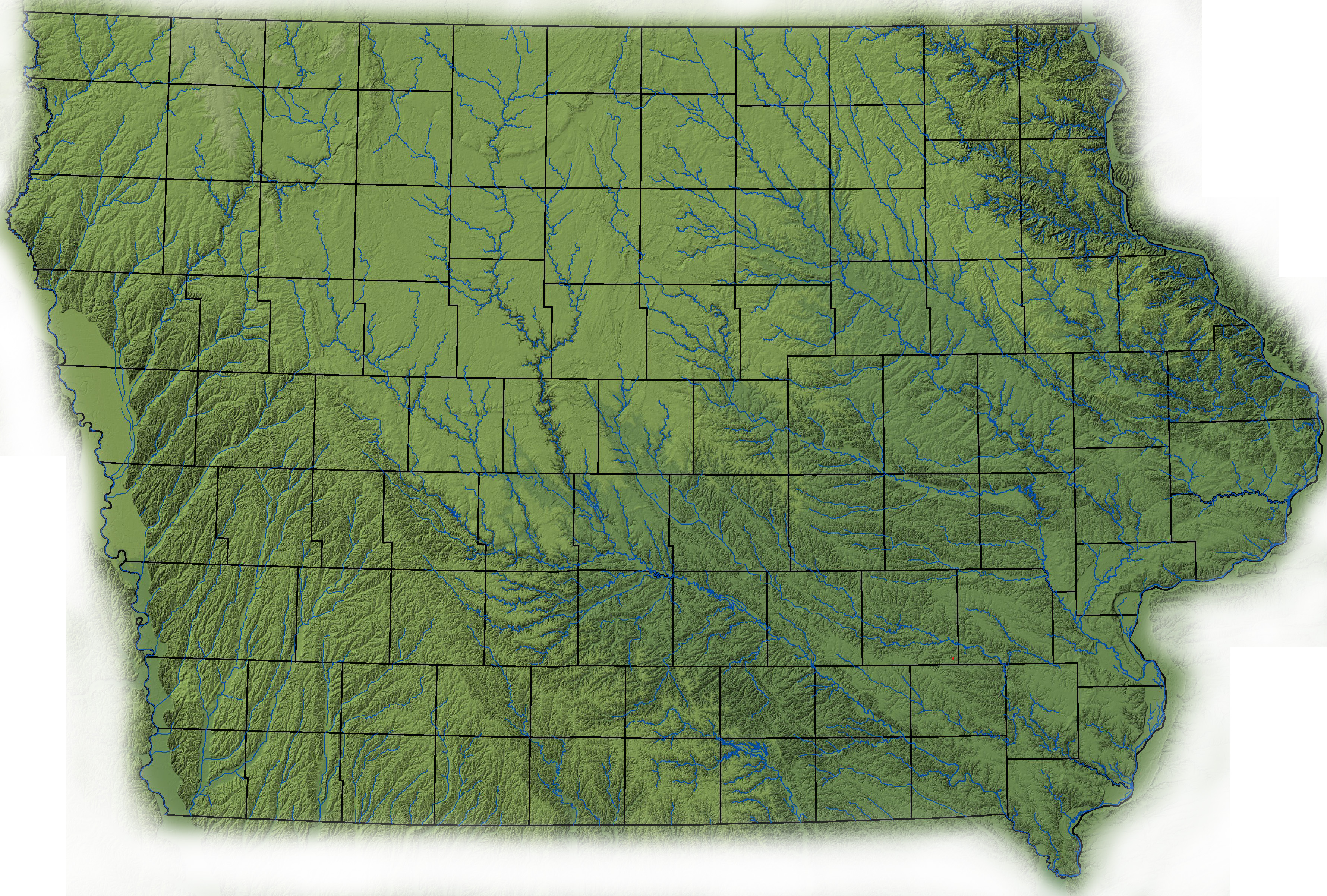
Topografia de Iowa, com condados e grandes riachos

### Geologia e terreno

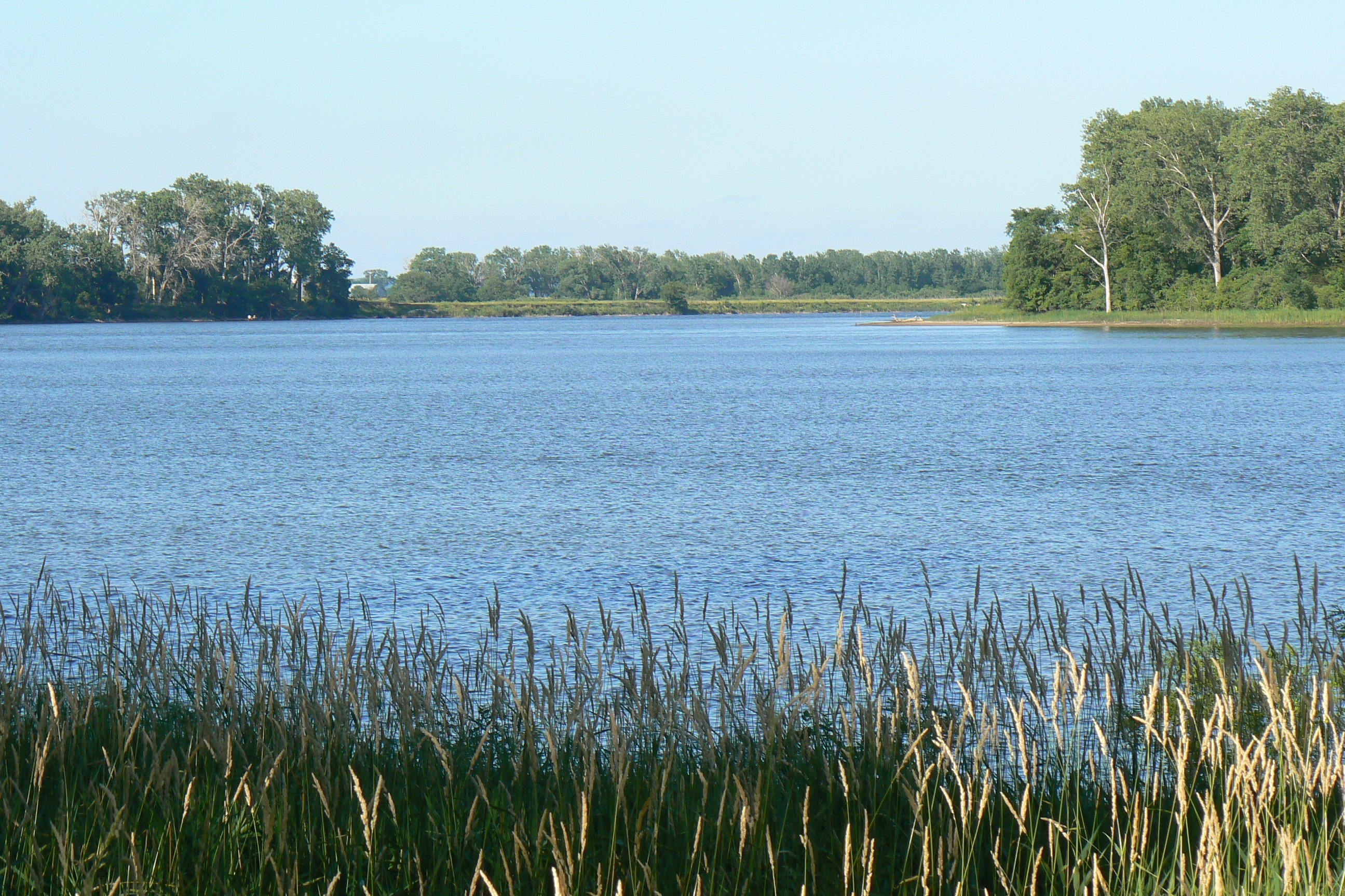
DeSoto Lake no DeSoto National Wildlife Refuge

A geologia rochosa de Iowa geralmente diminui em idade de leste para oeste. No noroeste de Iowa, a base rochosa do Cretáceo pode ter 74 milhões de anos; no leste do Cambriano de Iowa, data de 500 milhões de anos atrás.
Iowa pode ser dividido em oito formas de relevo com base na glaciação, solos, topografia e drenagem do rio. As colinas de Loesse ficam ao longo da fronteira oeste do estado, algumas das quais com várias centenas de metros de espessura. O nordeste de Iowa, ao longo do Upper Mississippi River, faz parte da Driftless Area, que consiste em colinas íngremes e vales que parecem montanhosos.

### Ecologia e meio ambiente
A vegetação natural de Iowa é a pradaria de grama alta e savana em áreas altas, com floresta densa e pântanos em planícies aluviais e vales de rios protegidos, e pântanos de buracos em áreas de pradaria ao norte. A maior parte de Iowa é usada para agricultura; as lavouras cobrem 60% do estado, as pastagens (principalmente pasto e feno com algumas pradarias e pântanos) cobrem 30% e as florestas cobrem 7%; as áreas urbanas e a água cobrem outro 1% cada.
A parte sul de Iowa é categorizada como a ecorregião de transição floresta-pastagem central. A parte norte, mais seca de Iowa, é categorizada como parte das pastagens altas do centro.
Há uma escassez de áreas naturais em Iowa; menos de 1% da pradaria de tallgrass que uma vez cobriu a maior parte de Iowa permanece intacta; apenas cerca de 5% dos pântanos com buracos de pradaria do estado permanecem, e a maior parte da floresta original foi perdida. Em 2005, Iowa classificou-se em 49º dos estados dos EUA em propriedades de terras públicas.

## Demografia

### População

Pirâmide etária do Iowa

O Censo dos Estados Unidos determinou que a população de Iowa era de 3 190 369 em 1º de abril de 2020, um aumento de 4,73% desde o censo dos Estados Unidos de 2010.
Dos residentes de Iowa, 70,8% nasceram em Iowa, 23,6% nasceram em um estado diferente dos EUA, 0,6% nasceram em Porto Rico, áreas das ilhas dos EUA ou nasceram no exterior de pais americanos e 5% eram estrangeiros.
A imigração de fora dos Estados Unidos resultou em um aumento de 29 386 pessoas, enquanto a migração dentro do país produziu uma perda de 41.140 pessoas. 6,5% da população de Iowa tinha menos de cinco anos de idade, 22,6% tinha menos de 18 anos e 14,7% tinha 65 anos ou mais. Os homens representavam aproximadamente 49,6% da população. Iowa tem cidades santuário proibidas. A densidade populacional do estado é de 52,7 pessoas por milha quadrada (22/km²).
Com base em dados de 2019, 94,4% da população é nativa dos Estados Unidos, sendo 69,7% nascida no estado de Iowa, 24,0% em outros estados e 0,7% em Porto Rico e demais territórios. Dos nascidos no exterior, a maior parte é originária da Ásia (35,9%), América Latina (33,9%), África (16,4%) e Europa (12,3%).

### Raças e etnias
Composição racial da população de Iowa, com dados de 2019:
- 90,6% Brancos
- 6,3% Hispânicos
- 4,1% Afro-americanos
- 2,7% Asiáticos
- 0,2% Nativos americanos
- 2,0% Duas ou mais raças

Os cinco maiores grupos étnicos de Iowa são alemães (que formam 31,1% da população do Estado) irlandeses (12,6%), ingleses (7,3%), americanos (4,6%, a maioria são descendentes de escoceses ou irlandeses) e noruegueses (4,6%).

### Religião
Porcentagem da população de Iowa por afiliação religiosa:
- Cristianismo – 86%
  - Protestantes – 62%
    - Igreja Luterana – 17%
    - Igreja Metodista – 14%
    - Igreja Batista – 5%
    - Igreja Presbiteriana – 3%
    - Outras afiliações protestantes – 23%

  - Igreja Católica Romana – 23%
  - Outras afiliações cristãs – 1%
- Outras religiões – 1%
- Não religiosos – 14%

De acordo com os dados, a maioria da população de Iowa considera-se cristã (86%), sendo os protestantes (62%) o maior grupo religioso do estado, Iowa é o estado mais protestante da região meio-oeste, os Luteranos formam o maior grupo protestante (17%), mas também há muitos Metodistas no estado (14%), também há muitos outros grupos protestantes (31%), o estado também possui um número significativo de católicos (23%) concentrados principalmente nas áreas urbanas, também há minorias religiosas no estado, como judeus, muçulmanos e budistas, Os muçulmanos são a maior minoria religiosa no estado e também há pessoas sem filiação religiosa que formam cerca de 14% da população do estado. Em termos gerais Iowa é considerado um estado religioso, 54% da população adulta considera a religião algo muito importante em suas vidas, 26% considera a religião algo relativamente importante em suas vidas e 10% considera a religião algo sem importância em suas vidas.

### Principais cidades

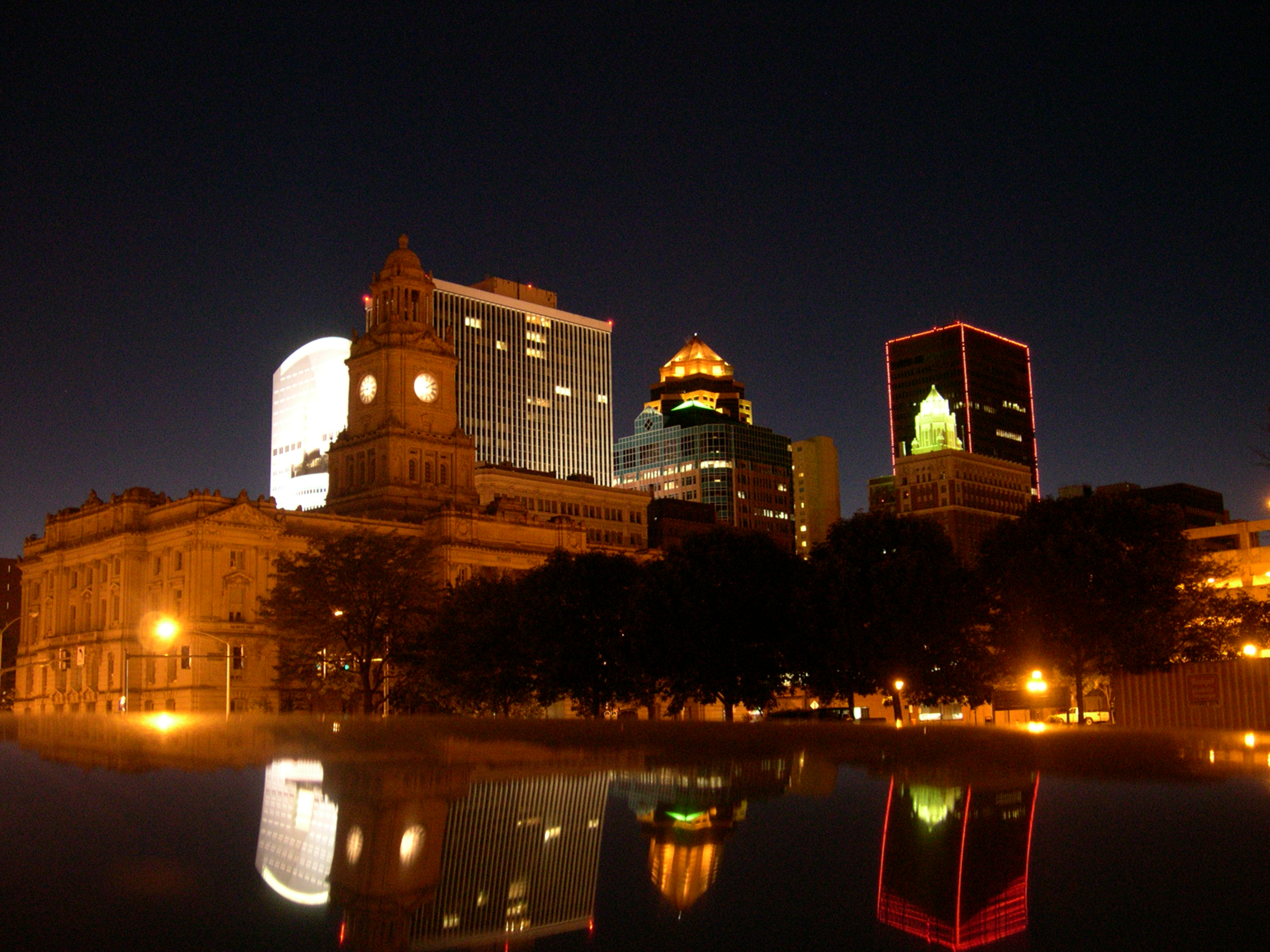
Des Moines.

População > 100 000 (área urbanizada)
- Des Moines
- Cedar Rapids
- Davenport

População > 35 000 (área urbanizada)
- Sioux City
- Iowa City
- West Des Moines
- Ankeny
- Waterloo
- Ames
- Council Bluffs
- Dubuque
- Urbandale
- Marion
- Bettendorf

## Economia

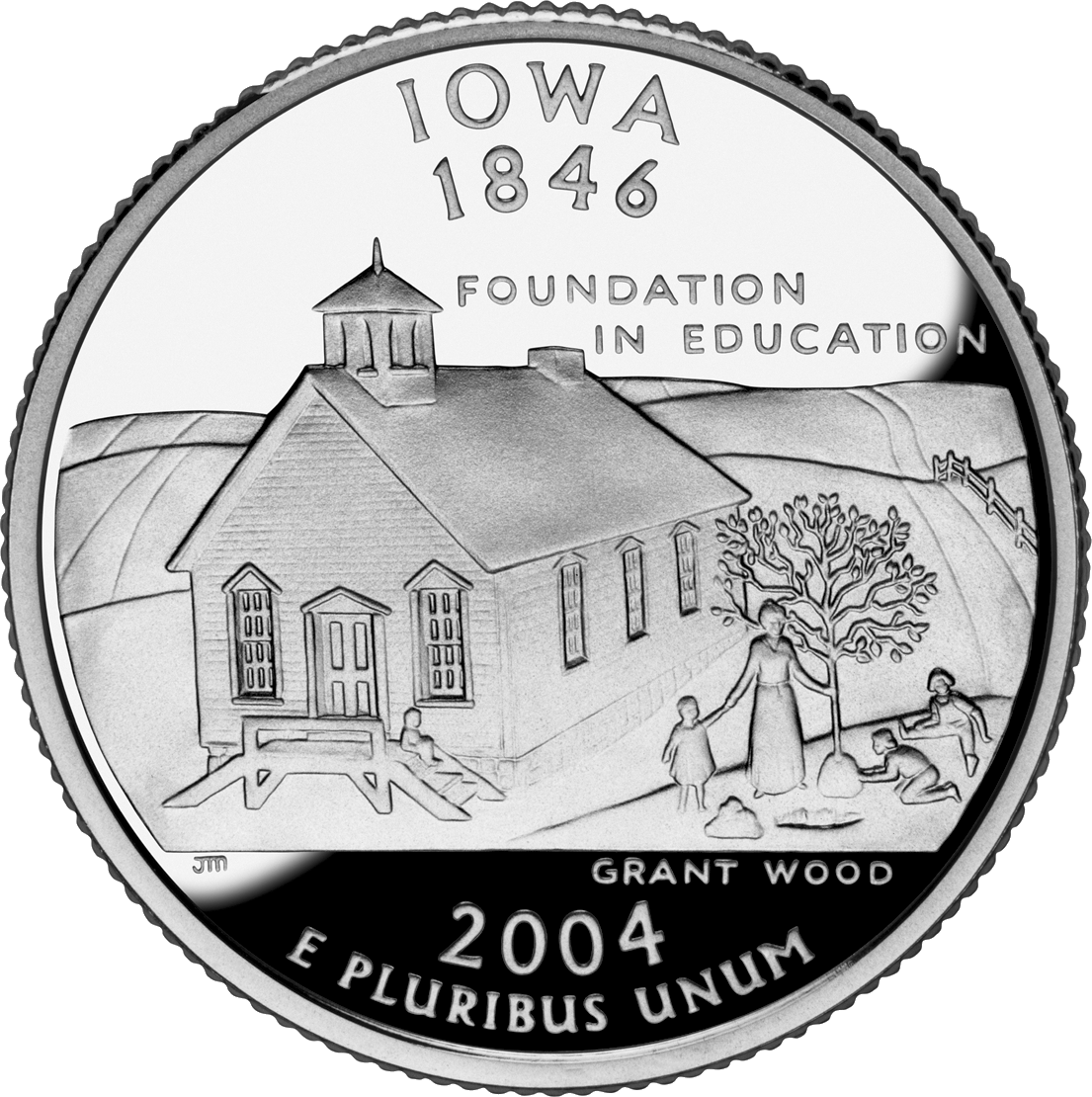
Moeda de 25 centavos de dólar americano do Iowa

O produto interno bruto de Iowa foi de 103 bilhões de dólares em 2003. A renda per capita do Estado, por sua vez, foi de 28 340 dólares. A taxa de desemprego de Iowa é de 4,1%.
O setor primário responde por 4% do PIB do Iowa. Juntas, a agricultura e a pecuária respondem por 4% do PIB de Iowa, e empregam aproximadamente 135,8 mil pessoas. Os efeitos da pesca e da silvicultura são negligíveis na economia do Estado. Iowa possui cerca de 94 mil fazendas, que cobrem mais de 90% do Estado. Apenas Nebraska possui uma percentagem maior em relação à área do Estado coberta por fazendas. O Iowa é o maior produtor de milho dos Estados Unidos, produzindo aproximadamente um quinto do milho produzido no país. O Iowa também possui o maior rebanho suíno do país. O Estado também é um dos maiores produtores de soja do país. Iowa concentra cerca de um quarto da população suína americana. Outros produtos importantes da agropecuária de Iowa são palha, aveia, maçãs, legumes e bovinos.
O setor secundário responde por 26% do PIB de Iowa. A indústria de manufatura responde por 22% do PIB do Estado e emprega aproximadamente 266,8 mil pessoas. O valor total dos produtos fabricados no Estado é de 31 bilhões de dólares. Os principais produtos industrializados fabricados no Estado são alimentos industrialmente processados, maquinário, produtos químicos, equipamentos elétricos e veículos de transporte. O Iowa é o maior produtor de etanol do país. A indústria de construção responde por 4% do PIB do Estado, empregando aproximadamente 99,5 mil pessoas. Os efeitos da mineração na economia do Estado são negligíveis, empregando cerca de 2,7 mil pessoas. O principal recurso natural minerados no Estado é o calcário.
O setor terciário responde por 70% do PIB do Iowa. Aproximadamente 17% do PIB do Estado são gerados através de serviços comunitários e pessoais. Este setor emprega cerca de 535,8 mil pessoas. O comércio por atacado e varejo responde por 16% do PIB do Estado, e emprega aproximadamente 420,3 mil pessoas. Serviços financeiros e imobiliários respondem por cerca de 16% do PIB do Estado, empregando aproximadamente 135,1 mil pessoas. Des Moines é o centro financeiro do Estado, sendo o segundo maior centro da indústria de seguros dos Estados Unidos (atrás apenas de Hartford, Connecticut), e o terceiro maior do mundo (atrás de Londres e Hartford). Serviços governamentais respondem por 12% do PIB do Iowa, empregando aproximadamente 254,1 mil pessoas. Transportes, telecomunicações e utilidades públicas empregam 91,9 mil pessoas, e respondem por 9% do PIB de Iowa. Cerca de 85% da eletricidade gerada no Estado é produzida em usinas termelétricas a carvão ou a petróleo. A única usina nuclear do Estado, a Duane Arnold Energy Center, produz 11%, e usinas hidrelétricas produzem aproximadamente 2%.

## Educação

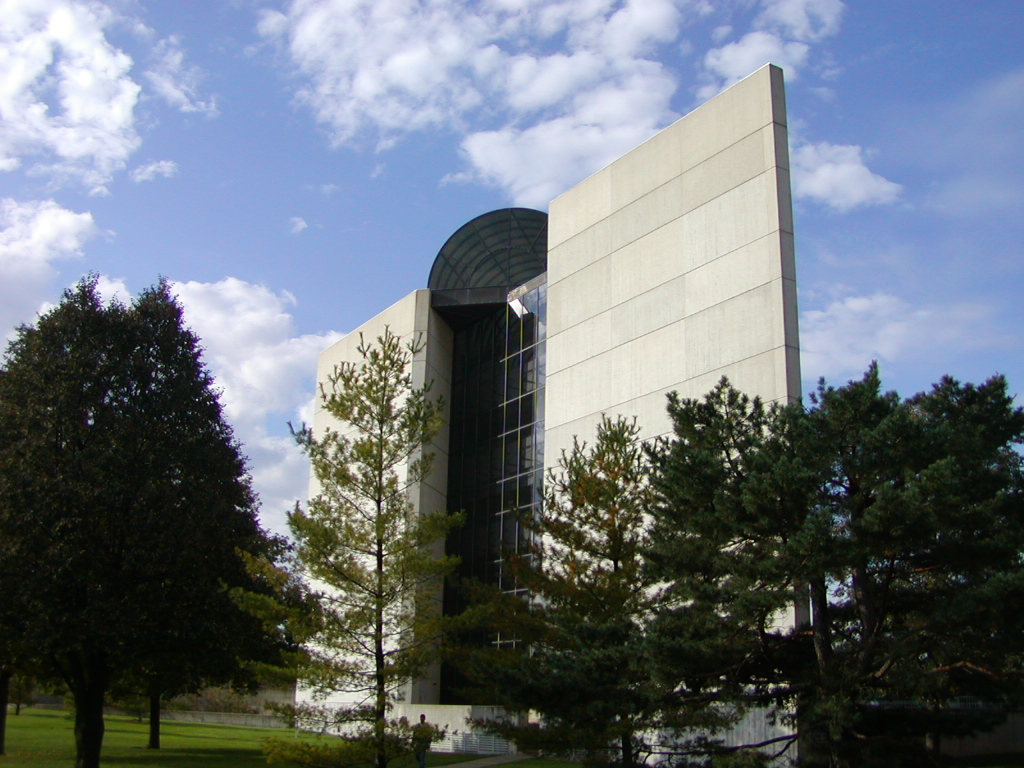
Universidade do Estado de Iowa.

A primeira escola de Iowa, uma escola privada, foi fundada em 1830, quando este ainda fazia parte do Território de Michigan, no que é atualmente Condado de Lee. O governo do Território do Michigan aprovou em 1820 verbas para a construção das primeiras escolas públicas do Iowa. Em 1858, já como Estado, o governo de Iowa aprovou a criação de um sistema de educação pública, em 1858, composto inteiramente por escolas de ensino fundamental. O sistema de escolas públicas de Iowa passou a incluir escolas de segundo grau em 1911. O estado tornou compulsória a frequência escolar em 1902.
Atualmente, todas as instituições educacionais em Iowa precisam seguir regras e padrões ditadas pelo Conselho Estadual de Educação de Iowa. Este conselho controla diretamente o sistema de escolas públicas do Estado, que está dividido em diferentes distritos escolares. O conselho é composto por nove membros escolhidos pelo governador, mais um diretor de educação, que preside o conselho, também escolhido pelo governador. O mandato dos membros do conselho é indeterminado, sendo que o governador tem o direito de substituir qualquer membro quando quiser. Cada cidade primária (city), diversas cidades secundárias (towns) e cada condado, é servida por um distrito escolar. Nas cidades, a responsabilidade de administração do sistema escolar público são dos distritos municipais, enquanto em regiões menos densamente habitadas, esta responsabilidade é dos distritos escolares operando em todo o condado em geral. Iowa permite a operação de escolas charter - escolas públicas independentes, que não são administradas por distritos escolares, mas que dependem de verbas públicas para operarem. Atendimento escolar é compulsório para todas as crianças e adolescentes com mais de sete anos de idade, até a conclusão do segundo grau ou até os quinze anos de idade.
Em 1999, as escolas públicas de Iowa atenderam cerca de 497,3 mil estudantes, empregando aproximadamente 33,5 mil professores. Escolas privadas atenderam cerca de 49,6 mil estudantes, empregando aproximadamente 3,5 mil professores. O sistema de escolas públicas do Estado consumiu cerca de 3,111 bilhões de dólares, e o gasto das escolas públicas foi de aproximadamente 6,5 mil dólares por estudante. Cerca de 88% dos habitantes do Estado com mais de 25 anos de idade possuem um diploma de segundo grau.
A primeira biblioteca pública de Iowa foi fundada em 1853, em Fairfield. Atualmente, as bibliotecas públicas do Iowa movimentam anualmente cerca de 7,6 livros por habitante. A primeira instituição de educação superior de Iowa foi a Universidade de Iowa, cuja criação foi aprovada em 1847, e fundada em 1858, em Iowa City, que é atualmente a maior universidade do Estado. Atualmente, Iowa possui 62 instituições de educação superior, dos quais 18 são públicas e 44 são privadas.

## Transportes e telecomunicações

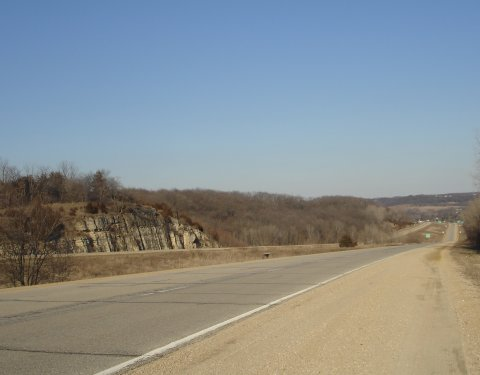
Rodovia ao sul de Dubuque.

Des Moines é principal centro de transportes de Iowa. É um importante centro rodoviário e ferroviário da região Centro-Oeste dos Estados Unidos, e possui o principal aeroporto do Estado, o Aeroporto Internacional de Des Moines. Em 2002, Iowa possuía 6 537 quilômetros de ferrovias. Em 2003, o Estado possuía 182 686 quilômetros de vias públicas, dos quais 1 259 quilômetros eram rodovias interestaduais, consideradas parte do sistema federal rodoviário dos Estados Unidos.
O primeiro jornal de Iowa, o Dubuque Visitor, foi publicado pela primeira vez em 1836, em Dubuque, sendo publicada até o ano seguinte. O jornal mais antigo do Estado ainda em operação, por sua vez, é o Hawk Eye, que foi publicado pela primeira vez em 1837, em Burlington, com o nome de Wisconsin Territorial Gazette and Burlington Advertiser. Atualmente, são publicados no Estado cerca de 370 jornais, dos quais 37 são diários. A primeira estação de rádio de Iowa foi fundada em 1919, em Iowa City. A primeira estação de televisão do Estado foi fundada em 1949, também em Iowa City. Atualmente, Iowa possui 208 estações de rádio - dos quais 84 são AM e 124 são FM - e 21 estações de televisão.

## Cultura

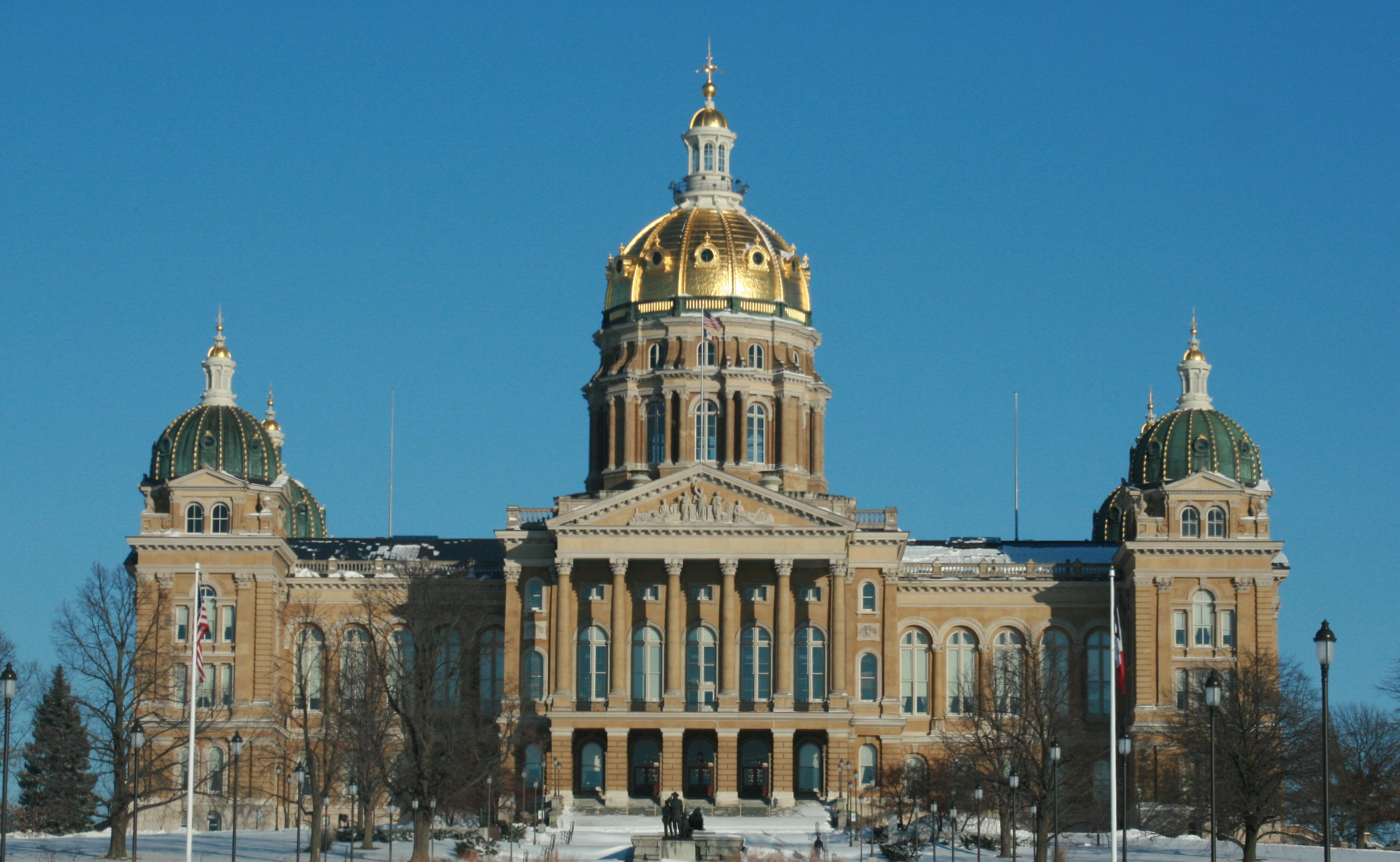
Capitólio Estadual de Iowa em Des Moines.

### Símbolos do estado de Iowa
- Árvore: Carvalho
- Flor: Rosa arkansana
- Cognomes:
  - Hawkeye State
  - Cyclone State (não oficial)
  - Tall Corn State (não oficial)
- Lema: Our liberties we prize and our rights we will maintain (Nossas liberdades valorizamos e nossos direitos iremos manter)
- Música:
  - Iowa - Slipknot
  - The Song of Iowa (A música de Iowa)
  - Iowa State Fight Song (A música estadual de luta do Iowa)
  - The Bells of Iowa State (Os sinos do estado de Iowa)
- Navios:
  - Classe Iowa
  - USS Iowa (BB-4)
  - USS Iowa (BB-53)
  - USS Iowa (BB-61)
- Pássaro: Carduelis tristis
- Pedra: Geoda
- Peixe: Ictalurus punctatus (Bagre-americano)
- Slogan:
  - Life Changing (Mudança de vida)
  - Fields of Opportunity (Campos de oportunidades)